# Escut d'Alcanar
L'escut oficial d'Alcanar té el següent blasonament:
Escut caironat: d'argent, 3 canyes de sinople en faixa; el peu de gules amb una creu de Malta. Per timbre, una corona de ciutat.

## Història
La història de l'escut d'armes d'Alcanar és llarga i accidentada.

### Primeres manifestacions conservades

#### Carta de 1438

La creu de Malta, símbol de l'orde de l'Hospital

L'Arxiu Municipal de Vinaròs conserva el que es considera l'escut més antic d'Alcanar, un segell gravat a l'aigua -en relleu al paper- en un document municipal canareu del 27 de maig de 1438, una carta adreçada per Pere Rocha, «lochtinent de Batle del loch del Canar», «al molt honorable lo Justicia de la vila de Panischola o a son lochtinent, a qualsevulla altre official regent Senyoria dins la terra del Senyor Maestre de Muntesa o del Senyor Rey d'Arago», referent a una venda d'alls i garrofes efectuada pel canareu Berthomeu Balaguer al veí de Peníscola Berthomeu Caramay.
En aquell blasó de 1438 destaquen dos canyes ben dibuixades, amb les arrels unides dessota, que hi emmarquen una delicada creu de l'orde militar de l'Hospital de Sant Joan de Jerusalem, repobladora de la vila dos segles abans.

#### Escuts de pedra dels segles XVI-XVII

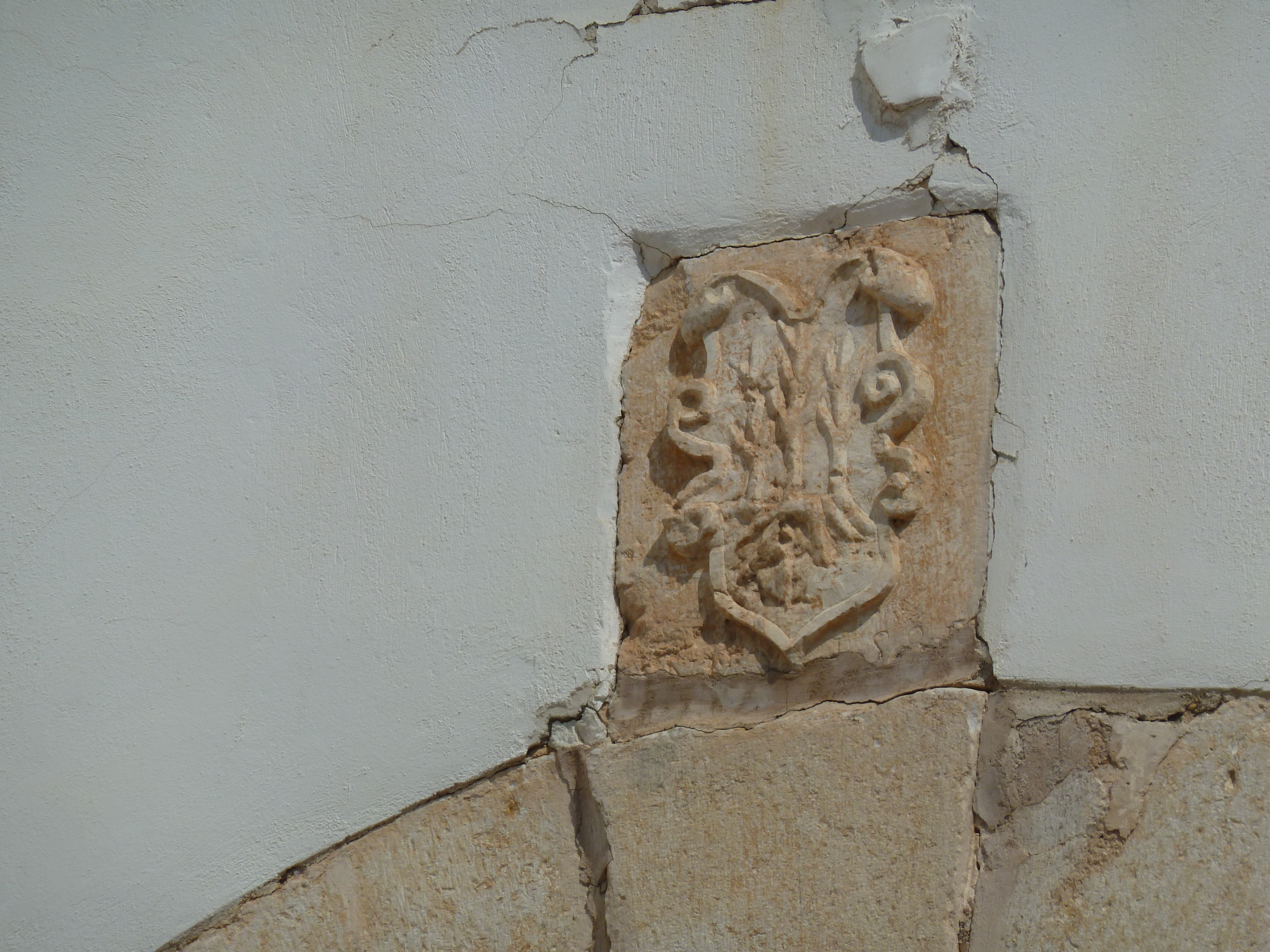
Escut de l'ermita del Remei

Es conserven dos escuts de pedra que havien romàs a la façana de l'antiga presó d'Alcanar. Daten dels segles XVI-XVII. L'un presenta tres canyes estilitzades i duu cisellat l'any 1538; l'altre llueix quatre canyes terrassades sobremuntades d'una creu de Malta.
Contemporani d'aquest és el de tres canyes que aparegué en una de les claus de volta de la nau primitiva de l'església parroquial de Sant Miquel, datat aproximadament a la segona meitat del segle xvi i descobert en la restauració de l'interior de l'església (anys 1992-1993) -fins aleshores pintat- per revelar-ne la pedra picada.
I, encastat damunt de la porta dovellada d'arc de mig punt de la façana de l'ermita del Remei, hi ha encara un altre escut heràldic de pedra datat aproximadament entre els segles XVI-XVII: emmarcat per tres volutes per costat, té tres canyes arrencades disposades en pal.

### L'escut borbònic

L'escut borbònic d'Alcanar

Les autoritats locals havien restat fidels a Felip V durant la Guerra de Successió. L'any 1709 li demanaren una sèrie de recompenses. El monarca, segons s'ha recollit, va concerdir el 1714 el privilegi d'afegir a l'escut: les armes de Castella i de Lleó, les tres flors de lis de la casa de Borbó-Anjou i el títol de «Fidelísima».
L'escut de pedra descobert al brocal de pouar de l'antiga Cisterna del Vall, en una làpida que hi fa d'ampit amb l'escut i la data «1790», incorpora ja aquests elements borbònics.
La documentació que es conserva l'Arxiu Municipal d'Alcanar del 1840 ençà conté diverses variants en segells sobre paper. Se'n troben de circulars i quartejats, i amb distribucions diverses dels quarters.

### Els tres primers quarts del segle XX
La Segona República suposà un breu parèntesi pel que fa al disseny. Es feren servir variants de l'escut primitiu i genuí, només amb les canyes.
La dictadura franquista suposà el retorn i àdhuc la popularització de la versió borbònica, utilitzada a bastament tant per l'Ajuntament com per la gent, en haver-la fixat Josep Matamoros amb el prestigi de la lletra impresa al proemi de la seva Historia de mi pueblo.

### Després de la transició democràtica
Recuperat el règim constitucional, el desembre del 1981 l'Ajuntament incoà un expedient per a la modificació de l'escut. S'hi demanaren sengles informes: l'un del conseller heràldic Armand de Fluvià i Escorsa (18 de febrer de 1982) i l'altre de l'Institut d'Estudis Catalans (21 d'abril de 1983).
Dictaminaren que l'escut de la ciutat d'Alcanar hauria d'ésser organitzat i ordenat de la manera esmentada més amunt. La polèmica rebrotà, i l'expedient no arribà a resoldre's de manera definitiva. Els sectors conservadors del municipi preferien seguir utilitzant l'escut borbònic; una altra gent era partidària de fer servir el més tradicional i genuí validat per Armand de Fluvià i l'IEC.
A partir del 1991 l'Ajuntament d'Alcanar començà a utilitzar en tota la seva nova documentació i rètols (bé que sense haver-hi adoptat cap acord oficial) l'escut caironat amb les canyes i la creu de Malta que havien proposat els experts. Paral·lelament, i de manera progressiva, aquests elements heràldics han anat servint de base per als blasons adoptats per associacions locals.
Finalment, el 27 de setembre del 2012 el Ple de l'Ajuntament va aprovar l'escut que feia servir últimament com a oficial del municipi i el 22 d'octubre va trametre al Departament de Governació i Relacions Institucionals un certificat de l'acord d'aprovació definitiva. El 30 d'octubre, la Direcció General d'Administració Local hi va emetre un informe favorable, i el 21 de novembre ho va fer també l'Institut d'Estudis Catalans. Finalment, el 28 de desembre la hi DGAL va donar la conformitat i el 17 de gener del 2013 sortia publicat al DOGC.